# Xingning, Meizhou
Xingning, även romaniserat Hingning, är en stad på häradsnivå i Meizhous stad på prefekturnivå i provinsen Guangdong i sydöstra Kina Den ligger omkring 280 kilometer nordost om provinshuvudstaden Guangzhou. 
Xingning är indelat i tre stadsdelsdistrikt och 17 köpingar.
Stadsdelsdistrikt (jiedao):

- Fuxing (福兴街道)
- Ningxin (宁新街道)
- Xingtian (兴田街道)

Köpingar (zhen):

- Daping (大坪镇)
- Diaofang (刁坊镇)
- Heshui (合水镇)
- Huangbei (黄陂镇)
- Huanghuai (黄槐镇)
- Jingnan (径南镇)
- Longtian (龙田镇)
- Luofu (罗浮镇)
- Luogang (罗岗镇)
- Nibei (坭陂镇)
- Ningzhong (宁中镇)
- Shima (石马镇)
- Shuikou (水口镇)
- Xinbei (新陂镇)
- Xinwei (新圩镇)
- Yetang (叶塘镇)
- Yonghe (永和镇)